# Benzin
Benzin (njem. benzin, prema benzoe: benzojeva smola) je kapljevita (tekuća) zapaljiva smjesa lakohlapljivih tekućih ugljikovodika, vrelišta 40-200 °C, gustoće 0,72-0,80 g/cm3 (znatno lakši od vode) i različita sastava. Sastavljen je iz alifatskih ugljikovodika između C4 do C12 atoma u molekuli.

## Osobine i uporaba
Benzin u smjesi sa zrakom stvara eksplozivne pare, pa služi za pogon motora s unutarnjim izgaranjem. Benzin je većinom smeđe (ili smećkasto-zelene) boje i bolje gori od diesela (dizelovog ulja).
Potrebno ga je skladištiti u čeličnim rezervoarima ili staklenim posudama za rezervne potrebe.
Eksploatacijsko-tehnički zahtjevi koje benzini moraju zadovoljiti su: što mirnije izgaranje u cilindru motora, bez čađenja i lupanja; benzin mora biti dovoljno isparljiv radi stvaranja smjese goriva i zraka u raznim uvjetima rada; prevelika isparljivost je nepodobna kako se u cijevima, rasplinjaču ili u pumpi za benzin ne bi stvarali plinski čepovi; ne smiju sadržavati nesagorive dijelove; isparavanjem ne smiju ostavljati tragove smola u sustavima i instalaciji.
Brojke kraj benzina označava njegove oktanske brojeve, npr. euro super 95, super 98.

## Dobivanje
Dobiva se kao najlakša i najhlapljivija frakcija pri frakcijskoj destilaciji nafte. Iz sirovoga benzina daljnjom frakcijskom destilacijom dobivaju se laki benzin ili petroleter (vrelište 40-70 °C), srednji benzin (70-120 °C) i teški benzin (70-200 °C).
Proizvodi se i kondenzacijom iz prirodnoga plina.
Najveći dio svjetske proizvodnje otpada na benzin koji se dobiva krekiranjem, tj. cijepanjem (raspadom) viših ugljikovodika iz nafte u niže pod visokim tlakom i temperaturom.
Suvremenije metode uključuju primjenu aluminijevih slitina kao katalizatora (katalitičko krekiranje).
Sintetski se benzin može proizvesti i hidrogenacijom ugljenoga praha suspendiranoga u ulju, uz grijanje pod tlakom (od 20 do 300 Mpa), u prisutnosti vodika i željeznih oksida kao katalizatora (Bergiusov postupak) ili prevođenjem ugljena u vodeni plin, koji na temperaturi od 200 °C uz posebne katalizatore prelazi u smjesu kapljevitih ugljikovodika. Također može se dobiti i preradbom rafinerijskih plinova, alkiliranjem izobutana te pretvorbom rafinerijskih plinova, alkiliranjem izobutana te pretvorbom metanola.

## Vrste
- laki benzin (služi kao otapalo za ulja i masti),
- srednji benzin (služi za pogon motora i za ekstrakciju ulja),
- teški benzin (rabi se u proizvodnji boja i lakova).

Najpoznatiji prodajni benzini u Hrvatskoj su: Super 95 (BMB 95), Eurosuper 95 (BMB EURO 95), Euro super 95 BS, Super plus 98 (BMB 98).

### Medicinski benzin
Medicinski benzin (tzv. benzin za čišćenje) je sličnog sastava benzina koji služi kao pogonsko gorivo, samo pročišćen od sumpora, olova i drugih tvari koje bi mogle biti otrovne, te bez dodataka boja. Dolazi u limenoj ili staklenoj boci, s oznakama zapaljivo i štetno, ugodna je mirisa i mastan je, jer ponajviše služi za odmašćivanje uljnih površina.

## Standard EN 228
EN 228 je europski standard koji definira zahtjeve i metode ispitivanja za bezolovni benzin. Ovaj standard osigurava da benzin koji se prodaje na europskom tržištu zadovoljava određene kriterije kvalitete, kako bi se osiguralo ispravno funkcioniranje motora, smanjile emisije štetnih tvari i zaštitila okolina. Standard osigurava da benzin koji kupujete zadovoljava određene standarde čistoće i performansi. Smanjenjem sadržaja štetnih tvari, kao što su olovo i sumpor, standard doprinosi smanjenju zagađenja zraka. Korištenje kvalitetnog benzina smanjuje i rizik od oštećenja motora i produljuje njegov vijek trajanja. Proizvođači i distributeri benzina moraju se pridržavati ovog standarda kako bi njihovi proizvodi mogli biti prodavani na europskom tržištu.

## Opasnosti i štetnost
Benzin djeluje anestetski i može izazvati dermatitis. Simptomi trovanja benzinom su vrtoglavica, tahikardija, tahipneja, konvulzije i gubitak svijesti. Dugotrajna izloženost benzinskim parama može dovesti do kroničnog konjunktivitisa.